# Problem Frobeniusa
Problem Frobeniusa: Dane są 2 liczby względnie pierwsze, {\displaystyle a} i {\displaystyle b.} Wtedy dla każdej liczby naturalnej {\displaystyle c\geqslant (a-1)(b-1)} istnieją nieujemne liczby całkowite {\displaystyle x} i {\displaystyle y} takie, że: {\displaystyle ax+by=c.}
Dowód przeprowadza się przez indukcję względem {\displaystyle c.}
Dowód alternatywny
Weźmy taką parę liczb całkowitych {\displaystyle x_{0},y_{0},} która spełnia równanie {\displaystyle ax+by=c.} Taka para istnieje, można ją znaleźć rozszerzonym algorytmem Euklidesa. Załóżmy bez straty ogólności, że {\displaystyle x_{0}<0} i {\displaystyle y_{0}>0} (jeśli oba są dodatnie, to znaleźliśmy już rozwiązanie, a oba ujemne być nie mogą). Zauważmy, że wszystkie pary {\displaystyle x_{0}+bn,y_{0}-an} także spełniają to równanie (istotnie, {\displaystyle a(x_{0}+nb)+b(y_{0}-na)=ax_{0}+nba+by_{0}-nba=c}). Weźmy takie {\displaystyle x=x_{0}+nb,} że {\displaystyle x} jest już dodatnie, ale {\displaystyle x-b} jeszcze nie (a więc bierzemy najmniejsze dodatnie {\displaystyle x_{0}+nb}). Wtedy {\displaystyle x\in <0,b-1>.} Weźmy też {\displaystyle y=y_{0}-na.} Gdyby {\displaystyle y} było ujemne, to znaczyłoby, że {\displaystyle y\in <-a,-1>} (bo {\displaystyle y+a} jeszcze było dodatnie). Ale wtedy mamy, że {\displaystyle ax+by\leqslant a(b-1)+b(-1)=ab-a-b=(a-1)(b-1)-1,} co leży w sprzeczności z założeniem, że {\displaystyle ax+by=c\geqslant (a-1)(b-1).} Zatem {\displaystyle y} musi być dodatnie i para {\displaystyle x,y} jest rozwiązaniem równania {\displaystyle ax+by=c} w liczbach naturalnych.